# Sambou Sissoko
Pour les articles homonymes, voir Sissoko.
Sambou Sissoko, né le 27 avril 1999 à Clamart en France, est un footballeur français qui joue au poste de milieu défensif au Valenciennes FC.

## Biographie

### Carrière en club

#### Tours FC
Originaire de Fontenay-aux-Roses, Sambou Sissoko est rapidement repéré par le Tours Football Club. Il dispute son premier match professionnel en Coupe de la Ligue le 8 août 2017 contre les Chamois Niortais. Les tourangeaux s'imposeront 4-1 ce jour-là. Trois jours plus tard, il joue son premier match de Ligue 2, face au Stade de Reims. Durant deux saisons, il jouera 31 rencontres.

#### Stade de Reims
Le 30 janvier 2019, il se voit transféré au Stade de Reims, pensionnaire de Ligue 1 et signe par la même occasion son premier contrat professionnel. Il fait ses débuts le 30 octobre 2019 lors d'une victoire 2-1 face au FC Bourg-en-Bresse, match de Coupe de la Ligue. Il joue son premier match de Ligue 1, deux mois plus tard, le 8 décembre 2019 face à l'AS Saint-Étienne.

#### EA Guingamp
Le 30 juin 2021, il se voit prêté en faveur de l'US Quevilly-Rouen  afin d'obtenir plus de temps de jeu. Il fait ses débuts avec le club normand le 13 novembre 2020 face au SO Cholet, match comptant pour la treizième journée de National. Il réalisera 18 rencontres disputées pour un but inscris.

#### RFC Seraing
Le 1er juillet 2022, il signe en faveur du club belge du RFC Seraing . Il fait ses débuts en Belgique, le 23 juillet 2022 lors d'une défaite 2-0 contre le SV Zulte-Waregem en Jupiler Pro League. Il inscrit son premier but professionnel le 7 août 2022 lors d'une défaite 3-1 face au RSC Anderlecht.